# Marsjanie atakują!
Marsjanie atakują! (ang. Mars Attacks!) – amerykańska komedia fantastycznonaukowa z 1996 roku w reżyserii Tima Burtona, oparta na serii kart o tym samym tytule. Film jest pastiszem i hołdem oddanym filmom klasy B z gatunku science fiction, zawiera w sobie typowe dla filmów Burtona elementy czarnego i surrealistycznego humoru, jak również satyry politycznej.
Reżyser Tim Burton wraz ze scenarzystą Jonathanem Gemsem rozpoczęli produkcję filmu już w 1993 roku, kiedy to Warner Bros. wykupiło prawa do kart Mars Attacks! na możliwość wykorzystania ich wizerunku w filmie. Budżet samego filmu wyniósł $80 milionów, a na kampanię reklamową wydano 20 milionów dolarów. Film kręcono w okresie od lutego do czerwca 1996 roku.
Filmowcy wynajęli studio Industrial Light & Magic do komputerowego stworzenia postaci Marsjan, pomimo wcześniejszych planów na wykorzystanie animacji poklatkowej, na co nie pozwolił budżet filmu. Marsjanie atakują! mieli swoją oficjalną premierę 13 grudnia 1996 roku i otrzymali mieszane oceny od recenzentów. Film zarobił w sumie $101 milionów.

## Fabuła
Statki kosmiczne Marsjan otaczają Ziemię. Pomimo wcześniejszych zapewnień prezydenta Stanów Zjednoczonych o pokojowych zamiarach pozaziemskich istot Marsjanie atakują Ziemian, po czym rozpoczynają inwazję. Prezydent USA za wszelką cenę chce powstrzymać kosmitów, ale Marsjanie za wszelką cenę chcą zabić prezydenta.

## Obsada
- Jack Nicholson – prezydent James Dale / Art Land
- Glenn Close – pierwsza dama Marsha Dale
- Natalie Portman – Taffy Dale
- Annette Bening – Barbara Land
- Pierce Brosnan – profesor Donald Kessler
- Martin Short – sekretarz prasowy Jerry Ross
- Rod Steiger – generał Decker
- Paul Winfield – generał Casey
- Sarah Jessica Parker – Nathalie Lake
- Michael J. Fox – Jason Stone
- Lukas Haas – Richie Norris
- Sylvia Sidney – babcia Florence Norris
- Jack Black – Billy Glenn Norris
- Joe Don Baker – pan Norris
- O-Lan Jones – Sue Ann Norris
- Tom Jones – on sam
- Danny DeVito – Rude Gambler
- Jim Brown – Byron Williams
- Pam Grier – Louise Williams
- Ray J – Cedric Williams
- Brandon Hammond – Neville Williams
- Brian Haley – Mitch, agent Tajnych Służb
- Jerzy Skolimowski – doktor Zeigler
- Christina Applegate – Sharona
- Lisa Marie – Marsjanka
- Frank Welker – Marsjanie (głos)
- Roger L. Jackson – Marsjański translator (głos)

## Odbiór
Marsjanie atakują! otrzymał średnie oceny od krytyków. Film zdobył na portalu Rotten Tomatoes (na podstawie 59 recenzji) 51%, otrzymując ocenę 5.6/10, a od portalu Metacritic ocenę 52/100 na podstawie 19 recenzji.